# Venter Tal
Het Venter Tal is een naar het zuidwest gelegen brondal van het Ötztal en heeft een lengte van ongeveer vijftien kilometer. Door het dal loopt de Venter Ache. Het Venter Tal ontstaat zelf door het bijeenkomen van het Rofental en het Niedertal ter hoogte van Vent (1895 meter). Het dal is met uitzondering van Vent erg dunbevolkt. Bij Zwieselstein (1470 meter) monden het Venter Tal en het oostelijk daarvan gelegen Gurgler Tal uit in het Ötztal.